# Golfanlagen Weiland
Die Golfanlagen Weiland GmbH ist der größte Betreiber von Golfplätzen in Deutschland. Die Firma ist eine GmbH mit Sitz in Mannheim und gehört zusammen mit der Weiland Grünbau GmbH, der Erdenwerk Mannheim GmbH und der Weiland Servicegesellschaft mbH zur Weiland Gruppe. Diese beschäftigt insgesamt 180 Mitarbeiter und verfügt über eine gemeinsame Geschäftsführung.
Die Golfanlagen, die sich nach eigenen Angaben zum Hauptgeschäft der Gruppe entwickelt hat, wurde 1996 von dem Landschaftsarchitekten Hermann Weiland (* 1949) gegründet und betreibt Golfanlagen in Hessen, Rheinland-Pfalz, Baden-Württemberg und im Saarland. Die ersten Anlagen hat Weiland schon vor Gründung seiner Firma zu Beginn der 1990er Jahre geplant. Im Jahr 2009 waren etwa 7000 Golfspieler Mitglied in einem der Golfclubs des Verbundes.
Hermann Weiland wurde 2018 mit „GOLF absolute“ zum Golfanlagenbetreiber des Jahres gekürt.

## Konzept
Hermann Weiland nennt sich Erfinder des Rotationsgolf-Konzepts. Diesen Begriff ließ er sich durch eine Wortmarke beim Deutschen Patent- und Markenamt in München schützen.
Das Konzept versteht sich als eine Alternative zur traditionellen Mitgliedschaft in einem Golfclub, die, auf Lebenszeit gedacht, neben dem Jahresmitgliedsbeitrag häufig eine einmalige Aufnahmegebühr von mehreren tausend Euro verlangt, andererseits aber nur Spielrecht auf einem einzigen Golfplatz – dem „clubeigenen“ – gewährt. Die Mitgliedschaft in einem zur Weiland-Gruppe gehörigen Club bedeutet hingegen Spielrecht auf allen von der Firma betriebenen Anlagen, auf denen beliebig abwechselnd – sozusagen „rotierend“ – ohne Greenfee zu zahlen gespielt werden kann. Außerdem sieht das Modell monatlich zahlbare Beiträge für eine mindestens 12-monatige Mitgliedschaft vor, wobei mindestens 3 Monate vor Ablauf gekündigt werden muss, ansonsten verlängert sich der Vertrag um weitere 12 Monate; bei Vertragsabschluss fällt nur eine „Einschreibegebühr“ (2012 = 150 €) an. Letzteres soll vor allem eine hohe Flexibilität in Bezug auf Clubwechsel ermöglichen, da das Mitglied keine einmaligen Investitionen getätigt hat, die beim Austritt aus dem Golfclub verloren wären.
Bis 2005, als vier Golfplätze zum Verbund gehörten, vermarktete Weiland das Konzept unter dem Motto Pay one – play four. Mit der Erweiterung auf sieben Anlagen im Jahr 2006 änderte er das Motto in Pay one – play more und führte den Begriff GOLF absolute als Dachmarke ein.
Obwohl der Jahresmitgliedsbeitrag bei Weiland zunächst deutlich höher lag als der durchschnittliche Jahres-Clubbeitrag vergleichbarer etablierter Anlagen, war das Konzept bei jungen Berufstätigen und Familien erfolgreich. Als Vorteile werden die Mobilität und Flexibilität des Rotationsprinzips genannt; beruflich bedingte Ortswechsel würden in der Arbeitswelt des 21. Jahrhunderts immer häufiger. Mittlerweile (Stand 2008) liegt das Angebot der Weiland-Gruppe preislich im Durchschnitt, da der Golfmarkt insgesamt angezogen hat.

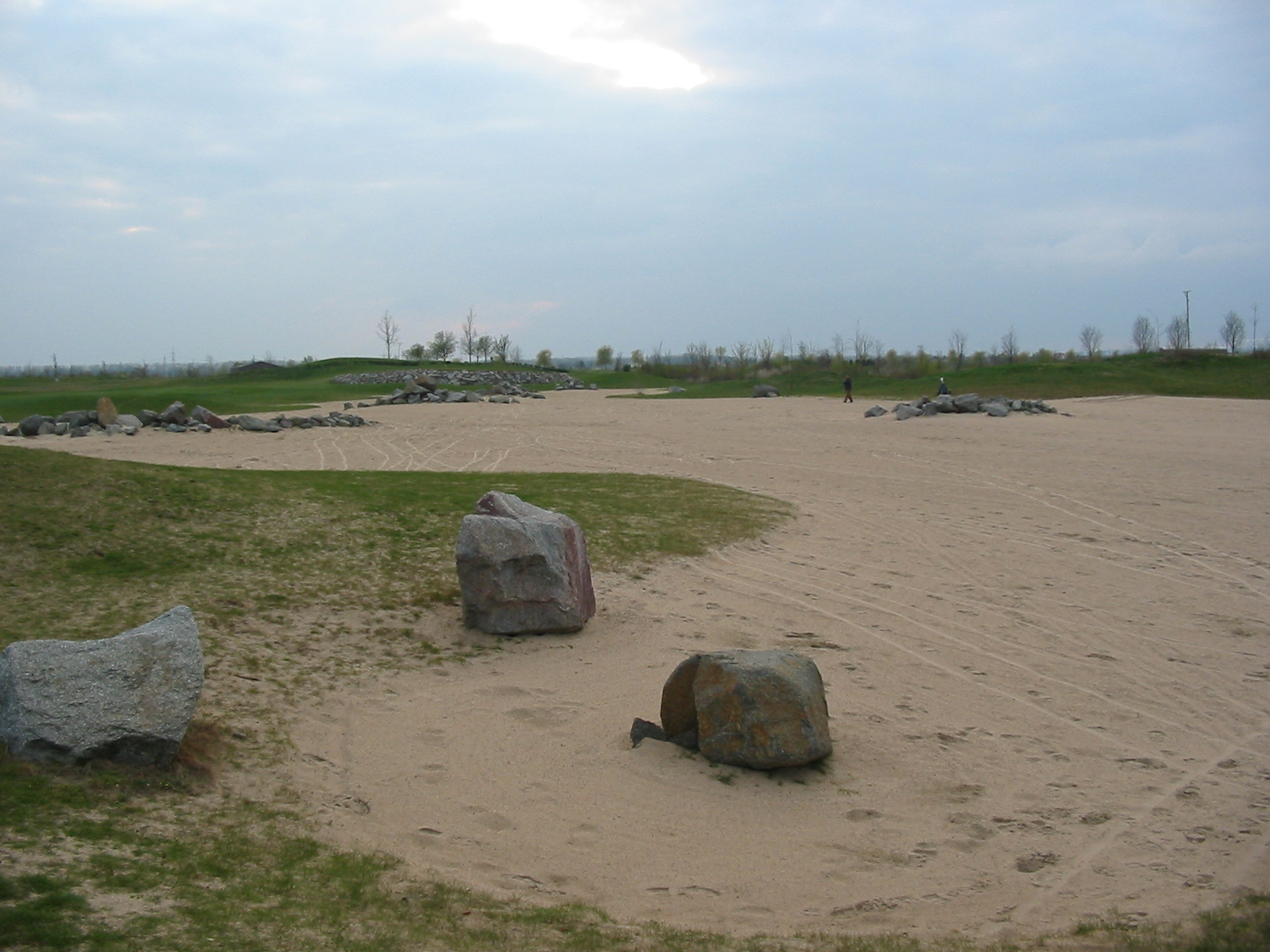
Biblis-Wattenheim: Loch 8 Parcours C („waste area“)

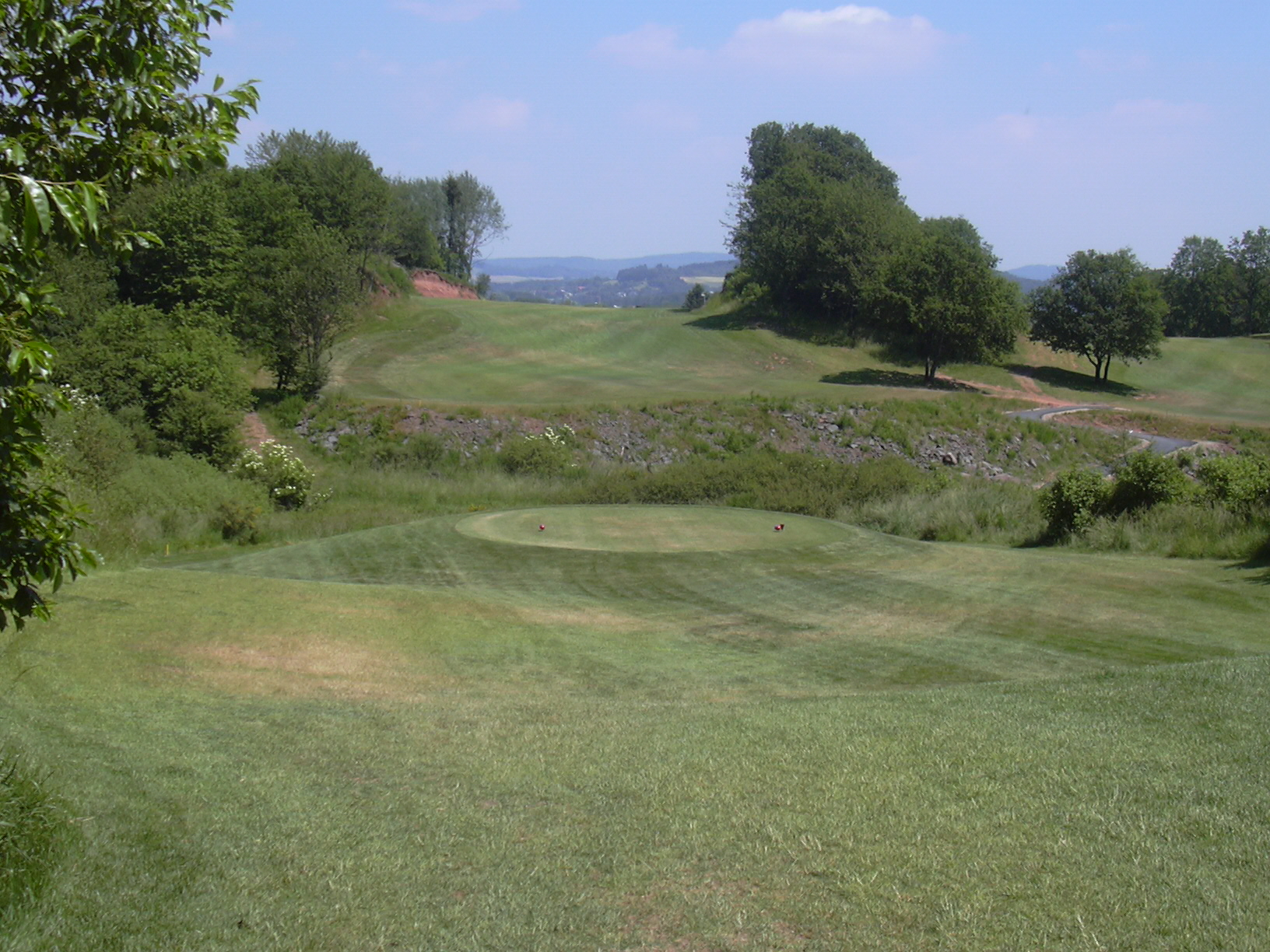
St. Wendel: Abschlag Loch 14 über eine Schlucht; links im Hang Reste militärischer Anlagen

## Golfanlagen
Zwischen 1991 und 2006 hat Hermann Weiland vier Golfplätze als erweiterte Resort-Anlagen konzipiert und gebaut. Zu allen Anlagen gehören jeweils ein Kurzplatz für Anfänger ohne Platzerlaubnis, Übungsanlagen und gastronomische Einrichtungen. Mittlerweile (Stand 2013) betreibt Weiland unter dem Namen GOLF absolute die 11 nachfolgend genannten Golfanlagen.
- auf freiem Feld bei Biblis-Wattenheim mit künstlichen Seen und sandigen waste areas, teilweise flankiert von Felsformationen und Skulpturen (27 Loch, 1996 fertiggestellt),
- auf dem vormaligen französischen Truppenübungsplatz bei St. Wendel (27 Loch fertiggestellt 2006; die hügelige, von Wald umgebene Landschaft ist hier weitgehend naturbelassen, und ehemalige Bastionen wurden begrünt und integriert). Dieser Platz erreichte bei einer Leserumfrage des „Golf-Journals“ im Jahre 2012 den 2. Platz unter den besten Golfplätzen Deutschlands.
- Außerdem wurde 2006 an der Rheingoldhalle Mannheim ein 9 Loch Kurzplatz mit Driving Range eröffnet.
- 2017 wurde die 27-Loch-Anlage „Golfpark Gut Batzenhof“ in Karlsruhe gebaut.

Zusätzlich hat die Golfanlagen Weiland GmbH folgende zuvor schon bestehende Anlagen übernommen:
- Golfclub Deutsche Weinstraße inmitten einer Weinreben- und Obstbaum-Anpflanzung am Ortseingang von Dackenheim an der Deutschen Weinstraße (1995, Übernahme 2000, erweitert auf 27 Loch 2004/2005),
- Golfclub Dreihof auf dem ehemaligen Hofgut Dreihof in Essingen (27 Loch, 1993–1999, Übernahme 2000),
- Golfplatz am Hof Gräbenbruch bei Gernsheim (18 Loch, 9 Loch Kurzplatz, Übernahme 2006, Erweiterung mit Fertigstellung 2013 auf 36 Loch ohne Kurzplatz, 2016 Bau eines Hotels „HOTEL absolute“)
- Golfpark am Bachgrund bei Büttelborn-Worfelden (2006 bei Übernahme 9 Loch, seither ausgebaut auf 27 Loch und einen 9 Loch Kurzplatz)
- Golfpark Trages Freigericht mit adligem Gehöft (18 Loch Parklandcourse, 2014)
- 2019 wurde der KIAWAH Golfpark Riedstadt übernommen und neugestaltet.

Der Lufthansa Golfclub (gegründet 1976) gehört seit 2008 ebenfalls zum Verbund, verfügt aber über keinen eigenen Platz. Als Heimatplatz wurde bis 2016 die Anlage in Biblis-Wattenheim genutzt. Seit 2017 ist der Lufthansa-Course im Golfresort Gernsheim die Heimatanlage.